# Cova dels Rossegadors
La Cova dels Rossegadors o Cova del Polvorí és una balma amb art rupestre llevantí al terme de la Pobla de Benifassà (Baix Maestrat). A les proximitats de l'embassament d'Ulldecona, en un meandre del riu de la Sénia, al marge esquerre de la llera just després del punt on se situa la presa de l'embassament. És a 460 msnm, amb orientació E-SE, a uns 7 km de la Sénia, a 11 km de La Pobla de Benifassà i a 120 km de Castelló de la Plana. Fa 29 m de llarg, 3 m d'alt i 1,6 m de profunditat. A banda de comptar amb un brollador als seus peus, la Font dels Rossegadors, també domina un estretament del riu actualment tancat per la presa de l'embassament. La seua ubicació en aquest punt comportaria avantatges estratègics als seus ocupants, a més de disposar d'una font pròxima.

## Descobriment
Les pintures es van descobrir a la tardor de 1947, arran de les obres d'enginyeria de preparació per a la construcció de l'embassament, tot i que es va notificar la troballa a la primavera de 1948, documentant-les Salvador Vilaseca a partir del dia 17 d'Abril. La necessitat de preparar el trajecte de la nova carretera creuant les formacions rocoses va precisar la utilització de perforadores i explosius, motiu pel qual es va construir un polvorí que es va instal·lar en aquesta balma que als documents figurava com a «cueva del Segundo Barranco dels Rossegadors», construint una caseta d'obra que acomplís estes funcions en la cavitat.

## Art de l'abric
Les representacions d'aquesta balma s'ajusten a les característiques generals de l'art llevantí. Aquest se sol ubicar a abrics rocosos poc profunds, majoritàriament pintat tot i que existeixen alguns casos de gravats, en el que predomina el color roig i que es realitzaria mitjançant útils fins com plomes o pinzells. És fonamentalment figuratiu, constituït generalment per figures humanes i animals amb una mida que sol anar dels 10 als 25 cm, amb caràcter dinàmic i narratiu. Per al nucli septentrional, al qual pertany aquesta balma, s'ha assenyalat la major atenció que es presta a les escenes amb temàtica caçadora, mentre que al nucli meridional destaquen més les de caràcter social.
Les pintures van ser estudiades en dos fases: una primera per part de Salvador Vilaseca (1947) i una segona dècades després per Norberto Mesado (1989), dedicant-se aquest autor a les que es trobaven en l'espai tancat per la caseta del polvorí, que Vilaseca no havia pogut estudiar. La majoria de figures humanes representades es corresponen amb el característic arquer llevantí, a més a més hi ha nombroses figures masculines i tan sols alguna femenina. Pel que respecta als animals, destaquen cabres i cérvols, tot i que també hi ha senglars, aus i inclús un identificat com a cànid. Entre les escenes destaca una formada per un senglar i un arquer, altra en que una figura humana sosté un llaç amb el que subjecta a una cabra o cérvol pel coll, una escena de pasturatge i una composició integrada per diversos arquers, una figura femenina dansant i tres grans cérvols. A més a més existeix una escena amb diverses figures humanes i un arboriforme que per les seues característiques pareix allunyar-se del Llevantí.
Quant a la seua cronologia, hi ha un debat al voltant de la contextualització temporal i social de l'Art Llevantí, que ve desenvolupant-se al terreny de la investigació pràcticament des d'inicis del segle xx. Actualment existeixen tres posicions distintes en aquest debat: els autors que consideren que el Llevantí és un art realitzat per caçadors-recol·lectors del Mesolític, amb una tradició que es remunta fins a l'art paleolític; els que vinculen el seu origen al procés de neolitització i a les reaccions que aquest va provocar als mesolítics que estaven aculturant-se (amb distintes visions sobre la duració al restringir aquest art al procés de neolitització o bé estenent-lo fins moments posteriors a la seqüència neolítica); per acabar destaquen els que pensen que s'inicia en cronologies plenament neolítiques, desvinculant-lo dels mesolítics i buscant altres explicacions sobre el seu desenvolupament. Per a les pintures de la Cova dels Rossegadors s'ha plantejat una cronologia que podria estar compresa entre el 4510 aC i el 3765 aC, relacionant l'art de la regió amb els jaciments del Neolític Incís coneguts a la zona.

## Protecció i estat de les pintures
L'art rupestre de l'arc mediterrani de la península Ibèrica es va integrar a la llista de Patrimoni de la Humanitat de la UNESCO l'any 1998, al considerar que constituïa el major conjunt de llocs amb art rupestre d'Europa i que oferia una imatge excepcional d'un període fonamental dins l'evolució cultural de la Humanitat, qualificació de la que es beneficia aquesta balma. Rossegadors és visitable i es troba protegit per un mur de maçoneria alçat després dels primers estudis.
L'estat de conservació de les pintures és deficient, tractant-se d'un dels jaciments amb art rupestre més deteriorats, amb escrostonats motivats per un procés litogenètic irreversible que es va accelerar degut a les explosions de la dinamita emprada en les obres de 1947. A més a més l'excessiva elevació de la plataforma artificial, construïda a dos nivells en condicionar l'abric, pogué provocar que algunes figures que es trobaven en una posició inferior quedaren tapades.